# Ferrán Casarramona
| (13260) Sabadell                             | 23. August 1998 | [1] |
| (44216) Olivercabasa                         | 4. August 1998  | [2] |
| - [1] mit Antoni Vidal - [2] mit Ester Vigil |                 |     |

Ferrán Casarramona ist ein spanischer Amateurastronom und Asteroidenentdecker.
Er entdeckte im Jahre 1998 zusammen mit seinen Kollegen Antoni Vidal und Ester Vigil insgesamt zwei Asteroiden. Er ist Mitglied der Agrupació Astronòmica de Sabadell, die er im Jahre 1960 mitbegründete.